# Bur-Sin
Būr-Sîn (geschreven als dbur-dEN.ZU) was ca. 1897-1876 v.Chr. koning van Isin.
Volgens de Sumerische koningslijst volgde hij zijn vader op en werd op zijn beurt door zijn zoon opgevolgd. Van zijn 21 or 22 jaar op de troon zijn maar 14 jaarnamen bekend, maar het lijkt erop dat zijn schrijvers een andere manier van dateren hebben proberen invoeren, nl. jaarnummers. Dat is merkwaardig omdat dat pas na Kurigalzu I in Babylonië gebruikelijk zou worden en nooit in Assyrië, waar eponieme jaarnamen de regel waren. 
De jaarnamen van deze koning vermelden voornamelijk cultische handelingen en gebeurtenissen zoals het vervaardigen van een driekoppige gouden strijdknots ingelegd met lapis lazuli als groots embleem voor de god Ninurta. Er is echter ook een vermelding van het graven van een kanaal Šimat-Būr-Sîn geheten en het aanleggen van verdedigingswerken. Verwijzingen naar krijgsverrichtingen zijn er niet.
Ivan Starr had in 1977 gesteld dat het zogenaamde historische voorteken in de tekst K. 3816+ op Būr-Sîn betrekking had. Het is een ingewandschouwing die het elfde tablet van het hoofdstuk šumma ubānu van de reeks bārûtu uitmaakt. Het voorteken luidt:
Als boven op het "paleis van de vinger" een gat zit en het opgeheven is: Het is een voorteken van Būr-Sîn, die door de hand van het ongeluk in zijn paleis getroffen is.
Echter Nils P. Heeßel heeft dit ontkracht, omdat de lezing van de naam niet terecht is. In een ander fragmentarische tekst over ingewandschouwing A 16949 wordt de naam geschreven als AMAR-dEN.ZU-NA en dit is de naam van een eerdere koning Amar-Su'ena van Ur III die erom bekend stond dat hij op uiterst ongelukkige wijze aan zijn eind gekomen was.